# Спортивная гимнастика на летних Олимпийских играх 2012
В соревнованиях по спортивной гимнастике на летних Олимпийских играх 2012 года в Лондоне приняли участие около 200 атлетов, которые разыграли 14 комплектов наград (8 у мужчин и 6 у женщин). Больше всего наград (по 8) завоевали сборные Китая и России, при этом китайские спортсмены выиграли 4 золота.
Артур Занетти, победив на кольцах, принёс Бразилии первую в истории олимпийскую награду в спортивной гимнастике. Эпке Зондерланд, победив на перекладине, принёс Нидерландам первую в истории олимпийскую награду в спортивной гимнастике. Алия Мустафина выиграла для России первое золото в спортивной гимнастике с 2000 года.

## Медальный зачёт
| Общее количество медалей |                  |        |         |        |       |
| Место                    | Страна           | Золото | Серебро | Бронза | Всего |
| 1                        | Китай            | 4      | 3       | 1      | 8     |
| 2                        | США              | 3      | 1       | 2      | 6     |
| 3                        | Россия           | 1      | 3       | 4      | 8     |
| 4                        | Япония           | 1      | 2       | 0      | 3     |
| 5                        | Румыния          | 1      | 1       | 1      | 3     |
| 6                        | Бразилия         | 1      | 0       | 0      | 1     |
| 6                        | Венгрия          | 1      | 0       | 0      | 1     |
| 6                        | Республика Корея | 1      | 0       | 0      | 1     |
| 6                        | Нидерланды       | 1      | 0       | 0      | 1     |
| 10                       | Германия         | 0      | 3       | 0      | 3     |

## Призёры

### Мужчины
| Дисциплина                          | Золото                                                          | Серебро                                                                               | Бронза                                                                                |
| Командное первенство см. подробнее  | Китай · Чэнь Ибин · Фэн Чжэ · Го Вэйян · Чжан Чэнлун · Цзоу Кай | Япония · Рёхэй Като · Кадзухито Танака · Юсукэ Танака · Кохэй Утимура · Кодзи Ямамуро | Великобритания · Сэм Олдем · Дэниел Пёрвис · Луис Смит · Кристиан Томас · Макс Уитлок |
| Абсолютное первенство см. подробнее | Кохэй Утимура Япония                                            | Марсель Нгуен Германия                                                                | Дэнелл Лейва США                                                                      |
| Вольные упражнения см. подробнее    | Цзоу Кай Китай                                                  | Кохэй Утимура Япония                                                                  | Денис Аблязин Россия                                                                  |
| Конь см. подробнее                  | Кристиан Берки Венгрия                                          | Луис Смит Великобритания                                                              | Макс Уитлок Великобритания                                                            |
| Кольца см. подробнее                | Артур Занетти Бразилия                                          | Чэнь Ибин Китай                                                                       | Маттео Моранди Италия                                                                 |
| Опорный прыжок см. подробнее        | Ян Хак Сон Республика Корея                                     | Денис Аблязин Россия                                                                  | Игорь Радивилов Украина                                                               |
| Параллельные брусья см. подробнее   | Фэн Чжэ Китай                                                   | Марсель Нгуен Германия                                                                | Гамильтон Сабо Франция                                                                |
| Перекладина см. подробнее           | Эпке Зондерланд Нидерланды                                      | Фабиан Хамбюхен Германия                                                              | Цзоу Кай Китай                                                                        |

### Женщины
| Дисциплина                          | Золото                                                                                    | Серебро                                                                                          | Бронза                                                                                   |
| Командное первенство см. подробнее  | США · Габриэль Дуглас · Маккайла Марони · Александра Райсман · Кайла Росс · Джордин Уибер | Россия · Ксения Афанасьева · Алия Мустафина · Виктория Комова · Мария Пасека · Анастасия Гришина | Румыния · Диана Булимар · Диана Келару · Лариса Йордаке · Сандра Избаша · Каталина Понор |
| Абсолютное первенство см. подробнее | Габриэль Дуглас США                                                                       | Виктория Комова Россия                                                                           | Алия Мустафина Россия                                                                    |
| Опорный прыжок см. подробнее        | Сандра Избаша Румыния                                                                     | Маккайла Марони США                                                                              | Мария Пасека Россия                                                                      |
| Разновысокие брусья см. подробнее   | Алия Мустафина Россия                                                                     | Хэ Кэсинь Китай                                                                                  | Элизабет Твиддл Великобритания                                                           |
| Бревно см. подробнее                | Дэн Линьлинь Китай                                                                        | Суй Лу Китай                                                                                     | Александра Райсман США                                                                   |
| Вольные упражнения см. подробнее    | Александра Райсман США                                                                    | Каталина Понор Румыния                                                                           | Алия Мустафина Россия                                                                    |

### Лидеры по количеству медалей
| Спортсмен                | Золото | Серебро | Бронза | Всего |
| ------------------------ | ------ | ------- | ------ | ----- |
| Алия Мустафина (RUS)     | 1      | 1       | 2      | 4     |
| Александра Райсман (USA) | 2      | 0       | 1      | 3     |
| Цзоу Кай (CHN)           | 2      | 0       | 1      | 3     |
| Кохэй Утимура (JPN)      | 1      | 2       | 0      | 3     |

## Расписание
Соревнования прошли с 28 июля по 7 августа 2012 года.
| Дата      | Время         | Соревнования                                                                                      |
| --------- | ------------- | ------------------------------------------------------------------------------------------------- |
| 28 июля   | 11:00 — 22:10 | Квалификация, мужчины.                                                                            |
| 29 июля   | 09:30 — 21:30 | Квалификация, женщины.                                                                            |
| 30 июля   | 16:30 — 19:30 | Командное первенство, мужчины.                                                                    |
| 31 июля   | 16:30 — 18:40 | Командное первенство, женщины.                                                                    |
| 1 августа | 16:30 — 19:35 | Многоборье, мужчины.                                                                              |
| 2 августа | 16:30 — 18:30 | Многоборье, женщины.                                                                              |
| 5 августа | 14:00 — 16:15 | Вольные упражнения, мужчины. Конь, мужчины. Опорный прыжок, женщины.                              |
| 6 августа | 14:00 — 16:20 | Кольца, мужчины. Опорный прыжок, мужчины. Разновысокие брусья, женщины.                           |
| 7 августа | 14:00 — 17:05 | Перекладина, мужчины. Параллельные брусья, мужчины. Бревно, женщины. Вольные упражнения, женщины. |

## Спортивный объект
| Северная арена Гринвича |
| ----------------------- |
| Вид снаружи             |
| Вид внутри              |
| Вместимость: 16 500     |